# Odeon

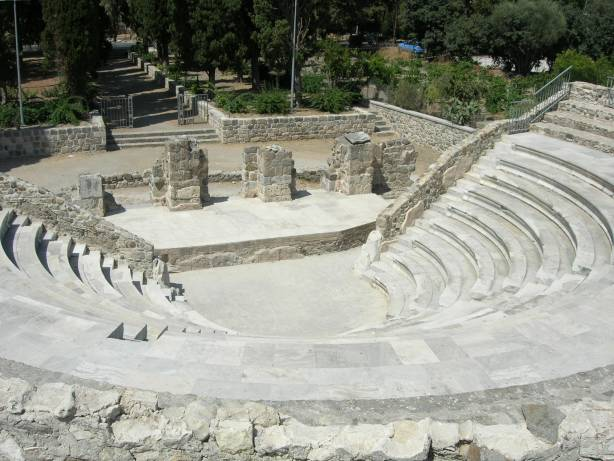
Odeon v Kosu

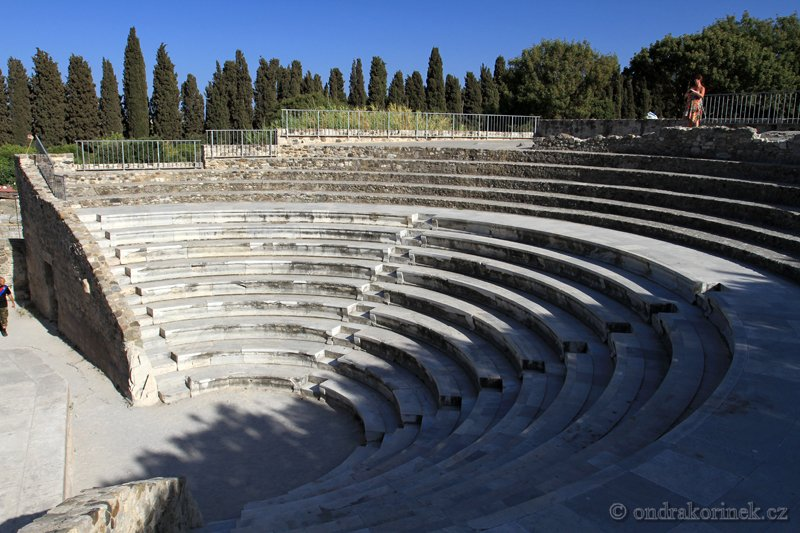
Starověké divadlo na řeckém ostrově Kos

Výraz Odeon (latinsky odeum, řecky ᾠδεῖον odeion, od odé, „óda, zpěv“), někdy též Odeion, původně označoval antickou stavbu, jež sloužila pro vystoupení a pěvecké a hudební soutěže, jakož i umělecký přednes. Nejčastěji měla půdorys kruhového segmentu a od amfiteátru se lišila tím, že byla zastřešena. 
Nejstarší známou stavbou tohoto druhu byla Skias, kterou postavil Theodorus v 7. nebo 6. století př. n. l. na spartském tržišti. V Athénách nechal Periklés okolo roku 447 př. n. l. na jihovýchodním úbočí Akropole zbudovat Odeon, jenž byl roku 86 př. n. l. zbourán, ale brzy znovu vystavěn. Druhý Odeon na agoře spatřily Atény již od doby Marka Vipsania Agrippy, třetí od Héróda Attického na jihozápadním svahu pod Akropolí. Herodes Atticus nechal Odeon postavit v roce 161 n. l. jako památník své manželce. Stavba má hlediště vytesané do skály a třípodlažní fasádu oblouků.
Kromě toho jsou známé stavby tohoto typu též v Efezu (postaven Vediem Antoniem), v Korintu, v Patře a jiných městech Řecka. V Římě byl postaven jeden odeon (Odeum) během vlády císaře Domitiana. Odeon je také v bývalé Tróji na území dnešního Turecka. 
V novověku se slovem Odeon označují větší stavby věnované hudbě, divadlu a tanci, jako např. Odeon v Mnichově, či Odéon v Paříži. 
Jméno později užívaly i promítací sály filmových představení, viz též Nickelodeon.